# Velikan Point
Der Velikan Point (englisch; bulgarisch нос Великан nos Welikan) ist eine Landspitze an der Südostküste von Smith Island im Archipel der Südlichen Shetlandinseln. Sie liegt 12,65 km südwestlich des Kap Smith, 4,3 km nordöstlich des Sredets Point, 4,15 km südöstlich des Drinov Peak und bildet die Südwestseite der Einfahrt zur Nikolov Cove.
Bulgarische Wissenschaftler kartierten sie 2009. Die bulgarische Kommission für Antarktische Geographische Namen benannte sie 2015 nach der Ortschaft Welikan im Süden Bulgariens.